# Фелікс Платер

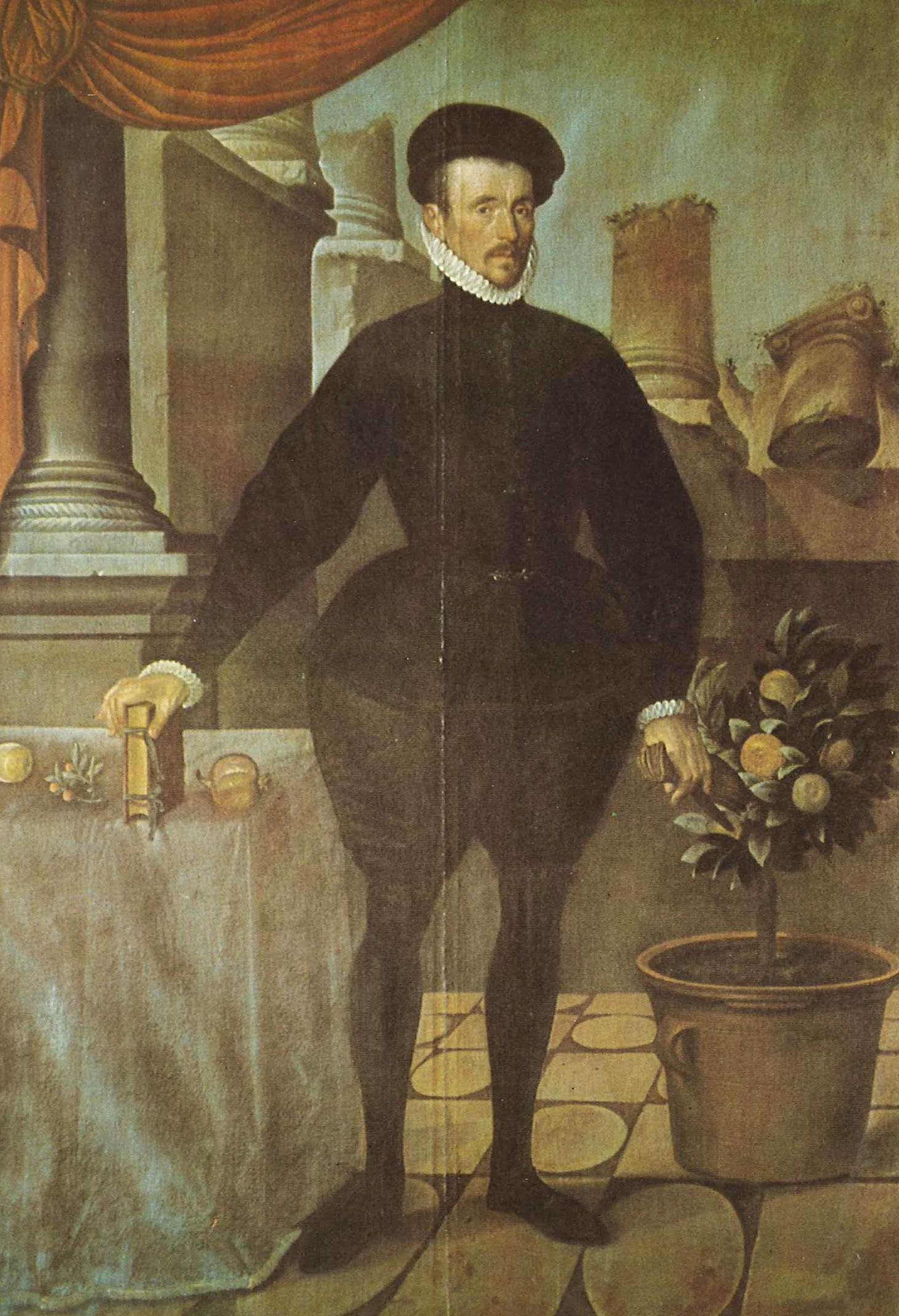
Фелікс Платер, 1584 рік.

Фелікс Платер (Платтер) (28 жовтня 1536, Базель - 28 липня 1614 Базель ) - швейцарський медик, натураліст і письменник-автобіографіст епохи Відродження.

## Життєпис
Син гуманіста Томаса Платера (старшого) (завдяки йому він отримав хорошу освіту, адже він був видатним лікарем, а також директором коледжу в Базелі), а також зведений брат письменника, і лікаря Томаса Платера (молодшого). З 1552 по 1557 рік він вивчав медицину в Монпельє, де він отримав ступінь доктора в 1556 році, потім працював лікарем в Базелі. У 1560 році він був призначений професором медицини і став придворним лікарем князів і дворян Верхнього Рейну. У 1571 році він був призначений лікарем міста і професором Базельського університету, неодноразово був його деканом і ректором. Він був відомий як колекціонер виробів мистецтва, музичних інструментів, анатомічних препаратів і мінералів. Монтень під час його поїздки до Швейцарії в 1580 році не пропустив можливості оглянути його гербарій.
Платер був піонером патологічної анатомії і один з основоположників судової медицини. Під впливом оптики в 1583 році він виявив, що кришталик служить для фокусування зображення на очному дні (а не сприймає світло, як вважав Гален) і аргументував свою теорію в клініці. У своєму тритомному підручнику «Праця про лікарську справу» (Praxeos medicae opus (Praxeos Medicae Tomi tres)) (1602-1608) Платер дав огляд клінічної медицини. У «Доповіді про чуму» (Pestbericht) під час Базельської епідемії чуми в 1610 і 1611 років він виступає першопрохідником-епідеміологом. 
Він також представив першу класифікацію психічних розладів. Платеру в ній належить ряд пріоритетів. Він вперше в історії психіатрії дав абсолютно чітке підтвердження на екзогенне і ендогенне походження психозів. Також він першим користується анатомо-клінічним методом вивчення психічних розладів, яскравою ілюстрацією чого є вперше описаний ним випадок внутрішньочерепної мозкової пухлини.
В своєму «Щоденнику» (Tagebuch), який вперше був опублікований в 1840 році, він розповідає про свою молодість, життя студентів у Франції про перший період життя в Базелі до 1561 року.